# Alberto (vescovo XIII secolo)
Alberto (... – 1237) è stato un vescovo cattolico italiano. Fu vescovo di Anagni dal 1224 al 1237 e fu consacrato da Onorio III.

## Biografia
Al vescovo Alberto si deve la pavimentazione, in mosaico, della cattedrale anagnina nel 1227. I marmi furono in massima parte raccolti nelle vicinanze di Villa Magna, tra le rovine della villa imperiale degli Antonini, e l'opera è ricordata nell’iscrizione posta davanti alla cappella Caetana, che ricorda la generosa donazione di Alessandro IV.
Subito dopo i maestri pavimentarono anche la cripta, ultimata nel 1230. Il vescovo Alberto fece costruire un nuovo altare a san Magno, le cui reliquie furono esposte per tre giorni alla pubblica venerazione e riposte nello stesso sarcofago in marmo, l’11 aprile 1231. Gli stessi Cosmati lavorarono in quel periodo per il pavimento della chiesa di San Giacomo e della chiesa di San Pietro in Vineis.
Il suo episcopato fu importante anche per i suoi rapporti e relazioni con Trevi. Desideroso di esercitare la sua giurisdizione su Trevi e sui paesi di Filettino, Jenne e Vallepietra, si trovò a lottare contro l’abate di San Teodoro per la soppressione della diocesi di Trevi e il passaggio della stessa sotto la diocesi di Anagni. Nella controversia intervenne papa Gregorio IX, al quale spetta il merito di aver chiuso definitivamente questa lunghissima questione con una bolla papale emessa il 15 agosto 1227.